# Włower
Włower Włocławski Rower Miejski – system bezobsługowych wypożyczalni rowerów miejskich, działający we Włocławku od 2020 roku. Infrastruktura wyposażona jest w 200 rowerów oraz 25 stacji wirtualnych oraz stacjonarnych. System obsługiwany przez podmiot Roovee.

## Historia
W latach 2020–2022 program Włower odnotował niemal 15 tysięcy użytkowników, którzy dokonali ponad 1,3 miliona kilometrów w trakcie ponad 500 tysięcy wypożyczeń. Jak poinformował Dominik Cieślikiewicz, pracownik Urzędu Miasta Włocławek, w mediach społecznościowych, średnio miesięcznie odnotowywano około 100 usterek. Zauważalnie, około 10% z tych usterek wymagało dłuższej naprawy lub nawet wymiany pojazdów. Ponadto, kilkanaście incydentów zostało zgłoszonych na policję.
W samym 2021 roku nałożono kary na kwotę przekraczającą 7000 złotych. Środki te zostały nałożone między innymi za przewożenie osób trzecich w koszyku rowerowym oraz pozostawienie rowerów na terenie prywatnym.

## Stan obecny
W przypadku Włocławskich Rowerów Miejskich, znanych jako „Włowery”, zdecydowano się zrezygnować z rowerów miejskich na rzecz alternatywnego przedsięwzięcia. Decyzja ta współgrała z ogólną tendencją do działań związanych z redukcją emisji oraz promocją zdrowego stylu życia. Marek Wojtkowski, wypowiadając się na ten temat, podkreślił znaczenie rowerów dla społeczności. Planowano również wsparcie finansowe dla mieszkańców Włocławka, którzy chcieliby nabyć rower. W 2023 roku, mieszkańcy mieli otrzymać dofinansowanie w wysokości 50 procent wartości zakupu roweru, maksymalnie do 1500 złotych.
Wkrótce ogłoszono przetarg na uruchomienie i prowadzenie Włocławskiego Roweru Miejskiego na lata 2023–2026. Kilka nowości było planowanych. Umowa z dotychczasowym operatorem systemu Włoweru, konsorcjum firm Orange i Roovee, obowiązywała do końca listopada ubiegłego roku. Przed sezonem 2023 konieczne było wyłonienie nowego operatora.
Przetarg na uruchomienie i obsługę systemu w latach 2023–2026 został już przygotowany przez urzędników. Opis przedmiotu zamówienia czekał na weryfikację biura prawnego ratusza. Postępowanie zostało ogłoszone po dopełnieniu tej formalności. Nowością było wprowadzenie możliwości wypożyczenia rowerów elektrycznych, rowerów cargo oraz hulajnóg elektrycznych, choć ich liczba była znacznie mniejsza niż w przypadku tradycyjnych rowerów. W 2023 roku pojawiło się 160 tradycyjnych Włowerów, 30 rowerów elektrycznych, 30 hulajnóg elektrycznych oraz kilka rowerów cargo. Wprowadzono również opcję wynajmu roweru na wyłączność na okres jednego miesiąca. Opłata za zarezerwowanie i dostarczenie jednośladu wynosiła 49 zł, a naliczane były dodatkowe opłaty za przejazdy.
W planach było również stworzenie Centrum Włoweru, które miało ułatwić korzystanie z systemu poprzez wydawanie kart, pozwalających na pełną identyfikację osoby wypożyczającej i namierzenie sprawców dewastacji miejskich jednośladów. Karty nie były obowiązkowe, ale osoby, które je posiadały, miały płacić mniej za przejazdy. Data uruchomienia systemu miejskich rowerów we Włocławku nie była jeszcze znana. Urzędnicy chcieli, aby Włowery pojawiły się na ulicach jak najwcześniej. W ogłoszeniu o przetargu widniała informacja, że system miał ruszyć maksymalnie 100 dni od podpisania umowy, co w praktyce mogło oznaczać nawet przełom czerwca i lipca.